# Ludwig von Mises

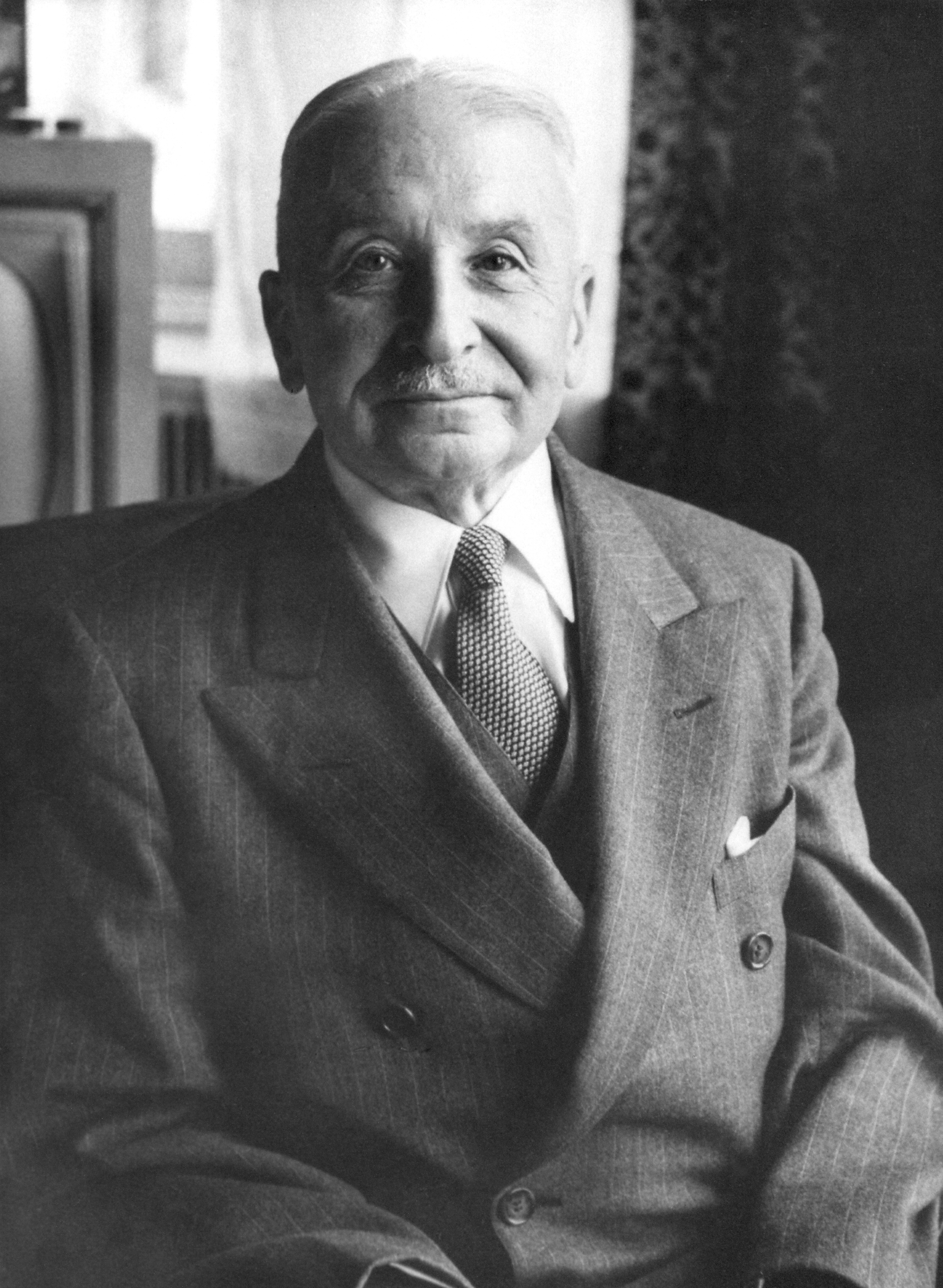
Ludwig Heinrich von Mises

Ludwig Heinrich von Mises (* 29. September 1881 in Lemberg, Österreich-Ungarn; † 10. Oktober 1973 in New York, bis 1919: Ludwig Heinrich Edler von Mises (Adelsaufhebungsgesetz)) war ein österreichisch/US-amerikanischer Wirtschaftswissenschaftler und Theoretiker des klassischen Liberalismus und Libertarismus. Er gilt als einer der wichtigsten Vertreter der Österreichischen Schule der Nationalökonomie im 20. Jahrhundert.

## Leben

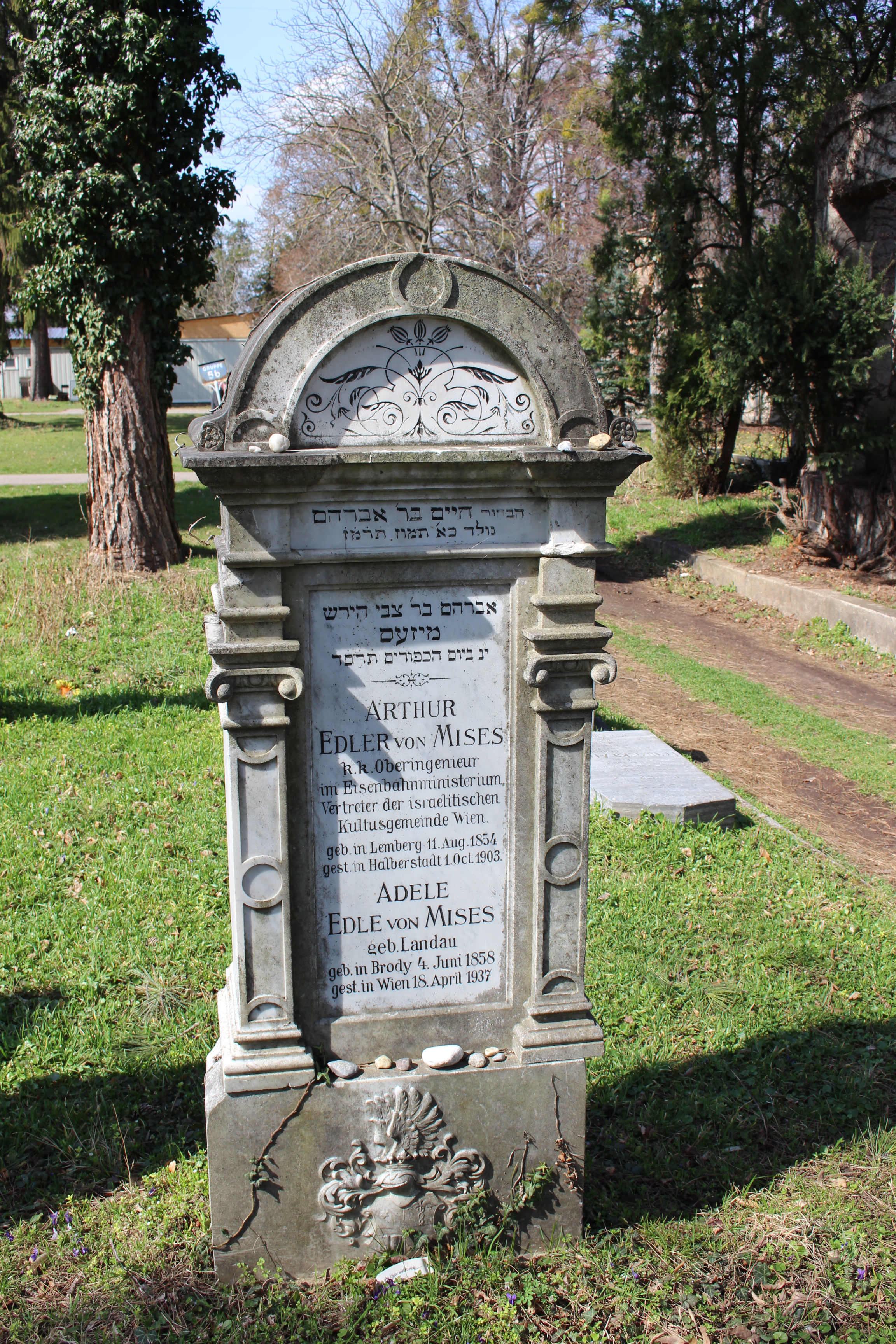
Grab der Eltern auf dem Zentralfriedhof Wien

Ludwig Edler von Mises wurde am 29. September 1881 als Sohn des Arthur Edlen von Mises (Oberingenieur im k.k. Eisenbahnministerium, gest. 1903) und seiner Frau Adele, geborene Landau, in Lemberg (damals Hauptstadt des Kronlandes Galizien, heute Lwiw, Ukraine) geboren. Er entstammte einer wohlhabenden jüdischen Familie. Die Erhebung in den erblichen Adelsstand war für seinen Urgroßvater Mayer Rachmiel Mises durch Kaiser Franz Joseph I. erfolgt. Sein Bruder war der Mathematiker Richard von Mises. Wenige Jahre später siedelte die Familie nach Wien über, wo Mises zwischen 1892 und 1900 das Akademische Gymnasium besuchte und anschließend das Studium der Rechtswissenschaft an der Universität aufnahm. Im Februar 1906 schloss er das Studium mit der Promotion ab. In den darauf folgenden drei Jahren absolvierte er Praktika in der Finanz-Bezirks-Direktion Wien und bei Gerichtshöfen und war Advokaturskandidat in einer Anwaltskanzlei. Ab April 1909 war Mises Mitarbeiter der niederösterreichischen Handels- und Gewerbekammer in Wien und leitete dort die Finanzabteilung.
Den Militärdienst absolvierte Ludwig von Mises 1902/03 als Einjährig-Freiwilliger, ab 1904 bekleidete er den Rang eines Leutnants der Reserve. Im Ersten Weltkrieg diente er ab 1. August 1914 als Offizier, er wurde mehrfach ausgezeichnet.

Von Mises schrieb 1940: 

„In der ersten Periode, die vom Zusammenbruch der Monarchie im Herbst 1918 bis zum Herbst 1919 währte, war die wichtigste Aufgabe, die ich mir gesetzt hatte, die Verhinderung des Bolschewismus. Ich habe schon erzählt, wie mir das durch Einwirkung auf Otto Bauer gelang. Daß es damals in Wien nicht zum Bolschewismus gekommen ist, war einzig und allein mein Erfolg. Nur wenige Leute unterstützten mich im Kampfe, und deren Hilfe war ziemlich wirkungslos. Bauer habe ich allein von der Idee, den Anschluß an Moskau zu suchen, abgebracht. Die radikalen jungen Leute, die Bauers Autorität nicht anerkannten und gegen den Willen der Parteileitung auf eigene Faust vorgehen wollten, waren so unerfahren, unfähig und von gegenseitiger Eifersucht erfüllt, daß sie nicht einmal einen halbwegs arbeitsfähigen Parteiverband der Kommunisten gründen konnten. Die Entwicklung lag in der Hand der Führer der alten sozialdemokratischen Partei. In diesem Kreis hatte Bauer das letzte Wort zu sprechen (S. 49). Was ich erreichte, war nur, die Katastrophe hinauszuschieben. Daß es im Winter 1918/1919 nicht zum Bolschewismus gekommen ist und daß der Zusammenbruch der Industrie und der Banken nicht schon 1921, sondern erst 1931 eingetreten ist, war zu einem guten Teil der Erfolg meiner Bemühungen (S. 47).“

Mises spielte eine führende Rolle bei der Beendigung der Hyperinflation in Österreich im Jahre 1922 und war eine führende Stimme bei der Reorganisation der Österreichischen Nationalbank auf der Grundlage eines Goldstandards unter der Aufsicht des Völkerbundes. Er trat für die drastische Senkung der Einkommen- und Unternehmensteuern ein, die seiner Meinung nach die Aktivitäten des privaten Sektors strangulierten und half dabei, die Devisenkontrollen der Regierung, die, wie er annahm, den österreichischen Handel mit dem Rest der Welt ruinierten, zu Ende zu bringen.
1913 habilitierte sich Mises an der Rechts- und Staatswissenschaftlichen Fakultät der Universität Wien für politische Ökonomie. Seitdem lehrte er in einer unbezahlten Privatdozentur, ab 1918 als außerordentlicher Professor an der Universität Wien. Außerdem nahm er zwischen 1918 und 1922 Lehraufträge für Volkswirtschaft und Wirtschaftspolitik an der K.k. Export-Akademie wahr, die 1919 in die Hochschule für Welthandel umgewandelt wurde. Während seiner Zeit in Wien hielt er zudem Privatseminare in seinem Büro bei der Handelskammer ab. Sie erfreuten sich großen Interesses. Fünfzig Teilnehmer nahmen daran teil, darunter Martha Steffy Browne, Friedrich Engel-Jánosi, Walter Froehlich, Gottfried Haberler, Friedrich August von Hayek, Fritz Machlup, Oskar Morgenstern, Paul Rosenstein-Rodan, Alfred Schütz, Richard von Strigl und Eric Voegelin, die alle Universitätsprofessoren wurden. Die Teilnehmer seines Privatseminars überschnitten sich teilweise mit den Mitgliedern des Wiener Kreises um Moritz Schlick. Mises stand im Zentrum der damals führenden Philosophen und Wissenschaftstheoretiker Europas. Mit Max Weber verband ihn eine enge, wenn auch kurze Freundschaft. Er teilte mit ihm den Standpunkt der Wertfreiheit der Wissenschaft. Auch das heutige Wirtschaftsforschungsinstitut (WIFO) geht auf seine Gründung im Jahr 1927 zurück. Von Mises war einer der führenden Wirtschaftsberater der österreichischen Regierung; sein wichtigster Mitarbeiter zu dieser Zeit war der spätere Träger des Alfred-Nobel-Gedächtnispreises für Wirtschaftswissenschaften Friedrich August Hayek.
1934 erhielt Mises einen Lehrauftrag am Institut universitaire de hautes études internationales in Genf. Dort heiratete er 1938 die Schauspielerin Margit Sereny-Herzfeld. Aus der Schweiz emigrierte Mises im Jahr 1940 in die USA, weil er sich in Europa zunehmend durch den Nationalsozialismus bedroht fühlte. In den USA hatte er als konsequenter Liberaler in der Phase des New Deal beruflich zunächst einen schweren Stand und musste von Ersparnissen leben. 1946 wurde ihm die US-amerikanische Staatsbürgerschaft verliehen. Er unterrichtete von 1945 bis 1969 – damals als ältester lehrender Professor in den USA – an der New York University an einem Stiftungslehrstuhl. Mises war Mitglied der wirtschaftsliberalen Denkfabrik Mont Pelerin Society und gehörte zu den Teilnehmern der ersten Tagung 1947. Im Jahre 1949 veröffentlichte er sein Hauptwerk Human Action. Im Jahr 1962 wurde ihm das Österreichische Ehrenzeichen für Wissenschaft und Kunst verliehen. Mises starb 1973 in New York City.

## Werk
Von Mises war zunächst Anhänger der historischen Schule um Gustav von Schmoller, wurde aber nach Bekanntschaft mit den Schriften Carl Mengers zum überzeugten Vertreter der Österreichischen Schule. Er studierte ab 1903 bei Eugen von Böhm-Bawerk und erweiterte dessen Lehren mit seiner Schrift Theorie des Geldes und der Umlaufsmittel.

### Theorie des Geldes und der Umlaufsmittel(1912/1924 erweitert)

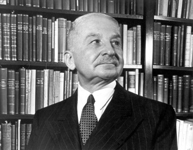
Ludwig Heinrich Mises in seiner Bibliothek

In dieser Habilitationsschrift Mises’ wurden zwei offene Fragen der Österreichischen Schule der Nationalökonomie beantwortet.
- Woher bezieht Geld seine Funktion als Tauschmittel. Mises konnte einen Weg aus dem Mengerschen Zirkelschluss aufzeigen. Nach Carl Menger wird der Wert des Geldes (seine Kaufkraft) durch Angebot und Nachfrage bestimmt. Dass es überhaupt (in seiner Funktion als Geld) nachgefragt wird, setzt aber voraus, dass es bereits eine Kaufkraft hat. Der Wert (die Kaufkraft) des Geldes wird vom Geldangebot und von der Nachfrage nach Geld von seinem bereits vorhandenen Wert, seiner bereits vorhandenen Kaufkraft bestimmt. Der Zirkelschluss lautet: Die Nachfrage entsteht, weil das Geld Kaufkraft hat, und Kaufkraft hat es, weil es nachgefragt wird. Die Auflösung des Zirkels erfolgt durch Einbeziehung des Faktors Zeit. Die Kaufkraft des heutigen Geldes wird von den Marktteilnehmern aus der Kaufkraft abgeleitet, die es gestern hatte; die gestrige von der vorgestrigen und so immer weiter. Die Kaufkraft ist folglich tradiert. Nun muss in einem zweiten Ansatz ein Anfang des Tradierungsprozesses gefunden werden. Mises führt diese Kette auf einen Ursprung zurück, wo Geld noch kein Tauschmittel war, sondern eine ganz gewöhnliche Ware wie andere auch. Natürlich musste diese Ware als indirektes Tauschmittel geeignet sein. Dazu kamen Edelmetalle in Frage, insbesondere Gold. Gold besaß ursprünglich eine hohe Wertschätzung als Schmuck und Rangordnungszeichen. Geld gründet sich folglich historisch auf Gold. Es war das Tauschverhältnis des Goldes zu anderen Waren, das die Kaufkraft des Goldgeldes ursprünglich definierte.
- Die zweite epochale Entdeckung Mises’ war die Erklärung der Konjunkturzyklen. Er wies nach, dass in einem unbeeinflussten freien Markt zwar Schwankungen in der Kaufkraft des Geldes normal (quasi natürlich) sind, dass aber die typischen extremen Konjunkturschwankungen in Form von Booms und Crashs ursächlich auf inflationäre Geldschöpfung durch die Geschäftsbanken zurückzuführen sind, die im Rahmen einer staatlichen Währung dem Willen der Regierungen entsprechen. Inflation ist stets Folge der Wirtschaftspolitik, es ist keine natürliche Markterscheinung. Diese Kredite sind nicht durch Ersparnisse als Warenkredite gebildet worden, sondern als Fiatgeld ex nihilo, ungedeckt, als Zirkulationskredit im Rahmen eines fractional banking. Die zusätzlichen Emissionen von Kapital verzerren die Kapitalströme in der Weise, dass sie die Preise der Kapitalgüter als weniger knapp erscheinen lassen, als sie es tatsächlich sind. Die Folge sind Fehlinvestitionen in Bereichen, deren Güter letztlich keine Konsumenten als Abnehmer finden. Die Fehlallokation des Kapitals schädigt nicht nur die Investoren, sie schwächt auch die wirtschaftliche Leistungsfähigkeit und führt dazu, dass knappe Ressourcen verschwendet werden. Eine relative Verarmung ist die Folge. In der Depressionsphase finden in Form von Kapitalvernichtung und Umlenkung die notwendigen Anpassungen an die Marktbedürfnisse statt. Dies geht einher mit Entlassungen, Arbeitslosigkeit, Verlagerung von Produktionsstätten, Migration und Einschränkung der Einkommen.

Die Konjunkturtheorie der Österreichischen Schule wurde von Mises entwickelt und von Friedrich August von Hayek weiterentwickelt.

### Die Gemeinwirtschaft(1922)
In seinem Buch Die Gemeinwirtschaft (später engl. als Socialism) begründete er bereits 1922 theoretisch, dass eine reine Planwirtschaft nicht funktionieren könne, weil es in ihr keinerlei Möglichkeit gebe, Preise für Produktionsfaktoren zu bestimmen. Die Informationsfunktion des Marktpreises könne so nicht länger zu einer effizienten Allokation der Güter führen und Opportunitätskosten würden nicht berücksichtigt werden können, so Mises. Ohne Privateigentum und marktwirtschaftlichen Tausch bilden sich keine Preise, welche die relative Knappheit und Begehrtheit von Gütern anzeigen, und daher können zentrale Stellen nicht effizient planen. Daher seien sozialistischen Wirtschaftssysteme gemäß seiner Definition keine „Wirtschaftssysteme“ im eigentlichen Sinne, da ein Vergleich von Quantität, Qualität von Gütern und effizientem Einsatz der knappen Produktionsmittel nicht möglich sei. Dieses Argument basiert auf der Annahme, dass sozialistische Systeme keine monetären Systeme nutzen, um Produktionsfaktoren zu bewerten. Dies wurde im Zuge der Calculation Debate von Oskar Lange deutlich bestritten. Den Zusammenbruch der sozialistischen Wirtschaftssysteme im Ostblock 70 Jahre später betrachten seine Anhänger als Bestätigung seiner Voraussage.
Von Mises hielt den Kapitalismus für einen Garanten menschlicher Freiheit und für das einzig funktionsfähige Wirtschaftssystem. Nur durch freies Wirtschaften sei der moderne Stand der Produktion entstanden und nur damit könne er fortbestehen. Er vertrat die Auffassung, dass staatliche Interventionen immer weitere nach sich ziehen und schließlich zum Sozialismus führen, der wiederum zu einer radikalen Senkung des allgemeinen Wohlstands führe. (→Ölflecktheorem)

### Liberalismus(1927)
In den 1920er und 1930er Jahren war von Mises einer der wenigen deutschsprachigen Intellektuellen, die am klassischen Liberalismus festhielten. In seinem Buch Liberalismus von 1927 versuchte er diesen auf utilitaristischer Grundlage logisch zu begründen. Geschichtlich sei der Liberalismus die erste politische Richtung, die dem Wohle aller, nicht dem besonderer Schichten dienen wolle. Vom Sozialismus, der ebenfalls vorgebe, das Wohl aller anzustreben, würde sich der Liberalismus nicht durch das Ziel unterscheiden, sondern durch die Mittel, die er wähle, um dieses letzte Ziel zu erreichen (S. 7).
Den aufkommenden Faschismus in Europa beschrieb er als Bewegung, die die Empörung der Menschen über die Gewalttaten der Bolschewiki in der Sowjetunion in Gegengewalt umsetze. Doch warnte er davor, in ihm ein Modell gesellschaftlicher Entwicklung zu sehen: „Die große Gefahr, die von Seite des Faszismus in der Innenpolitik droht, liegt in dem ihn erfüllenden Glauben an die durchschlagende Wirkung der Gewalt“ […] „Das ist der Grundfehler, an dem der Faszismus krankt und an dem er schließlich zugrundegehen wird“ […] „Daß er außenpolitisch durch das Bekenntnis zum Gewaltprinzip im Verhältnis von Volk zu Volk eine endlose Reihe von Kriegen hervorrufen muß, die die ganze moderne Gesittung vernichten müssen, bedarf keiner weiteren Ausführung“.
Weiter schrieb er: „Es kann nicht geleugnet werden, daß der Faszismus und alle ähnlichen Diktaturbestrebungen voll von den besten Absichten sind und daß ihr Eingreifen für den Augenblick die europäische Gesittung gerettet hat. Das Verdienst, das sich der Faszismus damit erworben hat, wird in der Geschichte ewig fortleben. Doch die Politik, die im Augenblick Rettung gebracht hat, ist nicht von der Art, daß das dauernde Festhalten an ihr Erfolg versprechen könnte. Der Faszismus war ein Notbehelf des Augenblicks; ihn als mehr anzusehen, wäre ein verhängnisvoller Irrtum.“
Herbert Marcuse hat diese und andere Äußerungen bekannter Liberaler über den aufkommenden Faschismus herangezogen, um seine These von der „inneren Verwandtschaft zwischen der liberalistischen Gesellschaftstheorie und der scheinbar so antiliberalen totalitären Staatstheorie“ zu belegen. Der Mises-Biograf Jörg Guido Hülsmann weist die Behauptung zurück, dass Mises mit diesem Zitat den Faschismus entschuldigt oder als nützlich eingestuft habe.
Obwohl er persönlich durchaus konservative Wertvorstellungen hatte, trat er auch für die Legalisierung von Drogen ein. Das wichtigste Mittel zum internationalen Frieden sah er im Abbau sämtlicher Handelshemmnisse; zudem lehnte er staatliche Schulen ab, da er in diesen – vor allem im damaligen Osteuropa – ein Mittel zur Unterdrückung von Minderheiten sah.

### Nationalökonomie(1940) undHuman Action(1949)
1940 veröffentlichte er das Buch Nationalökonomie, das die gesamten Lehren der „Österreichischen Schule“ zusammenfassen sollte. Noch einmal deutlich erweitert erschien dieses Werk 1949 in den USA unter dem Titel Human Action. Es sollte eine vollständige Wissenschaft vom menschlichen Handeln liefern, die von Mises Praxeologie nannte. Als einzige korrekte Methode dieser Praxeologie, die die Wirtschaftswissenschaft als Teilgebiet umfassen sollte, sah von Mises logisch-deduktives Schließen. Die Praxeologie könne so objektive, a priori wahre Gesetze feststellen. Das Buch wurde in weiteren Auflagen noch erweitert und umfasste schließlich knapp 1.000 Seiten.
Mises übernahm die Idee des synthetischen Urteils a priori von Immanuel Kant, dass es wahre Aussagen über die Realität gebe, die man aus einfachen Axiomen und der Logik ableiten kann und die deshalb nicht mehr getestet zu werden brauchen. Aber Mises ergänzte einen wichtigen Aspekt: Kantianische mentale Kategorien können in Kategorien des Handelns als endgültig erforscht verstanden werden. Damit überbrückte Mises die Kluft im Kantianismus, die zwischen dem Mentalen und Physischen streng unterscheidet.
Beinahe alle Ökonomen, auch etwa von Mises’ eigener Schüler Friedrich August von Hayek, kritisierten die praxeologische Methode. Die Ansicht, man könne wirtschaftliche Gesetze a priori durch rein deduktive Schlüsse und ohne empirische Beobachtung feststellen, wird von fast allen heutigen Wirtschaftswissenschaftlern abgelehnt.

### Die Bürokratie(1944)
Unter den weiteren Werken sind bedeutend: Bureaucracy (dt. Die Bürokratie), in dem er eine Theorie des bürokratischen Wirtschaftens aufstellte und darlegte, dass Bürokratie notwendige Folge staatlicher Tätigkeit sei, sowie einige theoretische Schriften, die sich mit der Methodik der Ökonomie befassten und in denen er seine Praxeologie zu begründen und verteidigen versuchte.

### Theory and History(1957)
Sein viertes Hauptwerk und herausragendes Alterswerk ist Theory and History. In diesem philosophischen Essay begründet Mises die methodologischen Grundlagen der Theorie des menschlichen Handelns (Praxeologie) einschließlich der Nationalökonomie und grenzt diese von den methodologischen Grundlagen sowohl der Geschichtsschreibung als auch der Naturwissenschaften ab. Eine Theorie des menschlichen Handelns muss die Freiheit des Wollens und Handelns annehmen, da es einem Außenbeobachter nicht möglich ist, Willensakte von Individuen aus den physikalisch-chemischen Gegebenheiten der gesellschaftlichen und körperlichen Bedingungen vorauszusagen. Eine Theorie des menschlichen Handelns kann aus mehreren Gründen nicht szientistisch, also empirisch-induktiv vorgehen. Die Situationen, in denen Handeln beobachtet wird, sind unwiederholbar. Aus der Komplexität der Wirkfaktoren lassen sich keine Konstanten isolieren, mit denen gerechnet werden könnte. Der Ausgangspunkt der Untersuchung liegt also beim Handeln selbst und nicht im innerweltlichen Bereich. Andererseits unterliegt menschliches Handeln aber durchgängig einem rationalen Prinzip: dem Streben nach subjektiv gewählten Zielen mit der Absicht, die eigene Lage zu verbessern und der Wahl mutmaßlich geeigneter, prinzipiell knapper Mittel, dieses Ziel zu erreichen. Während die subjektive Zielwahl aus der Sicht des wissenschaftlichen Beobachters irrational, also nicht auf objektivierbare Gründe reduzierbar ist, sind die Mittel in technischer Hinsicht rational analysierbar. Dies ist die Aufgabe einer Theorie des Handelns insbesondere der Nationalökonomie. Die wissenschaftliche Fruchtbarkeit der Praxeologie erweist sich insbesondere in der Untersuchung von ökonomischen Zusammenhängen (beispielsweise in der Fixierung von Marktpreisen nach Maßgabe von Angebot und Nachfrage). Die Praxeologie stellt nicht nur die philosophisch-methodologische Grundlage der Praxeologie dar. Sie ist zugleich das verbindende Element, das mikroökonomische mit makroökonomischen Phänomenen verbindet und somit eine konsistente Wirtschaftswissenschaft ermöglicht. Der Ökonom verzichtet also aus methodologischen Gründen auf die Untersuchung von individuellen Motivlagen, sondern nimmt die Marktteilnehmer, wie sie sind, und ihre Entscheidungen zum Ausgangspunkt weiterer Analysen, die er zu begreifen sucht. Demgegenüber arbeitet der Historiker mit dem Verstehen der Handlungsmotive von geschichtlich bedeutsamen Personen. Dabei greift er auf das eigene Vorwissen über individuelle Handlungsmotive zurück, von Mises Thymologie genannt. Dieser geisteswissenschaftliche Ansatz enthält somit eine durchgängig emphatische Komponente. Das psychische (thymologische) Verstehen nimmt die individuelle Besonderheit und Unverwechselbarkeit von Handelnden ernst. Mises sieht in den handlungsleitenden Ideen die Wirkkräfte geschichtlichen Handelns. Welchen Ideen aber die Handelnden anhängen, ist nicht determiniert. Daraus leitet sich eine geschichtsphilosophische Position der Offenheit und Kontingenz ab. Es gebe also keine vorab feststehenden Ziele eines objektiven Geschichtsablaufs.

## Ehrungen

### Auszeichnungen
- 1962: Österreichisches Ehrenzeichen für Wissenschaft und Kunst

### Namensgedenken
- Mises Institute – Denkfabrik (Think Tank) in Alabama, USA

## Schriften
- Theorie des Geldes und der Umlaufsmittel. 1912, ISBN 978-3-428-11882-3 (PDF).
- Die Gemeinwirtschaft. 1922, ISBN 978-3-87881-103-9 (Online [PDF; 2,8 MB; abgerufen am 8. Oktober 2021])., archive.org – 2. umgearbeitete Auflage (1932)
- Liberalismus. 1927, ISBN 978-3-89665-385-7 (PDF).
- Geldwertstabilisierung und Konjunkturpolitik. 1928 (PDF).
- Grundprobleme der Nationalökonomie. 1933 (PDF).
- Nationalökonomie. Theorie des Handelns und Wirtschaftens. 1940, ISBN 978-3-87881-172-5 (PDF).
- Erinnerungen. 1940, ISBN 3-437-50222-0 (PDF).
- Die Bürokratie. 1944, ISBN 3-89665-316-4 (PDF).
- Human Action: A Treatise on Economics. 1949, ISBN 0-945466-24-2 (PDF).
- Socialism: An Economic and Sociological Analysis. 1951, ISBN 978-0-913966-63-1 (PDF).
- Theory & History: An Interpretation of Social and Economic Evolution. 1957, ISBN 978-1-933550-19-0 (PDF).
- The Epistemological Problems of Economics. 1960 ().
- The Ultimate Foundation of Economic Science. 1962 (HTML/PDF/EPUB).

### Weiteres
- Eamonn Butler: Ludwig von Mises: Fountainhead of the Modern Microeconomic Revolution. Gower Publishing Company, 1988, ISBN 978-0-566-05752-6.
- Brian Doherty: Radicals for Capitalism: A Freewheeling History of the Modern American Libertarian Movement. PublicAffairs, 2007, ISBN 978-1-58648-350-0.
- Israel Kirzner: Ludwig Von Mises: The Man and His Economics. Intercollegiate Studies, 2001, ISBN 978-1-882926-68-8.
- Erik Ritter von Kuehnelt-Leddihn: The Cultural Background of Ludwig von Mises. Ludwig von Mises Institute, Auburn 1999 (PDF)
- Kurt R. Leube: Über Ludwig von Mises. Verlag Wirtschaft und Finanzen, Düsseldorf 1996, ISBN 3-87881-103-9
- Margit von Mises: Ludwig von Mises, Vom Wert der besseren Ideen. Horst Pöller Verlag, Stuttgart, ISBN 3-87959-193-8
- Carsten Pallas: Ludwig von Mises als Pionier der modernen Geld- und Konjunkturlehre. Metropolis-Verlag, Marburg 2005, ISBN 3-89518-437-3.
- Ron Paul: Mises and Austrian economics: A personal view. Ludwig von Mises Institute, Auburn (Alabama) 2008
- Ingo Pies und Martin Leschke: Ludwig von Mises' ökonomische Argumentationswissenschaft, Mohr, Tübingen 2010, ISBN 978-3-16-150514-0
- Murray N. Rothbard: Mises, Ludwig Edler von (1881–1973). In: Steven N. Durlauf, Lawrence E. Blume (Hrsg.): The New Palgrave Dictionary of Economics. 2. Auflage. Vol. 5. Macmillan and Stockton, London/New York 2008, ISBN 978-0-333-78676-5, S. 624–626.
- Albert H. Zlabinger: Ludwig von Mises. COMDOK-Verlag, Sankt Augustin 1994, ISBN 3-89351-085-0.
- Adele von Mises: Tante Adele erzählt. Erinnerungen, Manuskript, 1929–1931. Auszug  in: Albert Lichtblau (Hrsg.): Als hätten wir dazugehört. Wien : Böhlau, 1999, S. 169–192 [Adele Mises (1858-1937) ist die Mutter von Ludwig und Richard Mises]